# Jason Connery
Pour les articles homonymes, voir Connery.
Jason Connery est un acteur britannique, né le 11 janvier 1963 à Londres en Angleterre.
Il est le fils de Sean Connery (1930-2020) et de Diane Cilento (1933-2011).

## Biographie
Jason Connery a fait ses études au Millifield Boarding School et s'est fait remarquer comme athlète. Il a ensuite étudié à la Gordonstoun School For Boys en Ecosse puis à la Bristol Old Vic Theatre School. Un an plus tard, il faisait partie de la Perth Repertory Company. Il y a exercé la fonction de régisseur adjoint.
Malgré le handicap d'avoir des parents célèbres, il s'est fait remarquer en interprétant le rôle de Ian Fleming dans le téléfilm biopic La vie secrète de Ian Fleming en 1990 ainsi que dans la série Robin of Sherwood  dans laquelle il incarne le célèbre héros Robin de Bois.
Jason Connery s'est exprimé sur ses bonnes relations avec son père. Il lui a rendu hommage à son décès par une déclaration.

## Filmographie

### En tant qu’acteur

#### Longs métrages
- 1983 : La Loi des Seigneurs (The Lords of Discipline) de Franc Roddam : MacKinnon
- 1984 : The Boy Who Had Everything de Stephen Wallace : John Kirkland
- 1984 : The First Olympics: Athens 1896 d'Alvin Rakoff : Thomas Pelham Curtis
- 1984 : Nemo d'Arnaud Sélignac : Nemo (adolescent)
- 1986 : La Vénitienne (La Venexiana) de Mauro Bolognini : Jules
- 1988 : Bye Bye Baby d'Enrico Oldoini : Marcello
- 1988 : Puss in Boots d'Eugene Marner : Corin
- 1989 : Tank Malling de James Marcus : Dunboyne
- 1989 : Casablanca Express de Sergio Martino : Alan Cooper
- 1992 : Beauty and the Beast de Timothy Forder : Beast (voix)
- 1992 : The Sheltering Desert de Regardt van den Bergh : Henno Martin
- 1992 : Aladdin de David Thwaytes : The Vizier (voix)
- 1994 : Jamila de Monica Teuber : Daniyar
- 1996 : The Successor de Rodoh Seji : Peter Reardon / Romanov
- 1997 : Macbeth de Jeremy Freeston : Macbeth
- 1998 : Urban Ghost Story de Geneviéve Jolliffe : John Fox
- 2000 : Shanghai Kid (Shanghai Noon) de Tom Dey : Calvin Andrews
- 2001 : Nicolas de Peter Shaner :
- 2001 : Requiem de Jon Kirby : Mr. Hunter
- 2001 : Wishmaster 3: Beyond the Gates of Hell de Chris Angel : Professor Joel Barash (voix)
- 2003 : Gadget et les Gadgetinis de Bruno Bianchi : (voix)
- 2005 : Hoboken Hollow de Glen Stephens : Trevor
- 2005 : Private Moments de Jag Mundhra : Gillian
- 2005 : Amateur de Joshua Adler : Man on Television
- 2006 : The Wild de Steve 'Spaz' Williams : Additional Voice (voix)
- 2006 : The Far Side of Jericho de Tim Hunter : John
- 2007 : The Thirst: Blood War de Tom Shell : Cladius
- 2007 : Night Skies (en) de  Roy Knyrim  : Richard
- 2007 : Velocity de Jeff Jensen : Mic
- 2007 : Brotherhood of Blood de Michael Roesch et Peter Scheerer : Keaton
- 2008 : Chinaman's Choice d'Aki Aleong : Sam
- 2008 : The Line de James Cotten : Randall
- 2009 : Alone in the Dark II de Michael Roesch et Peter Scheerer : Parker (voix)
- 2009 : Penance de Jake Kennedy : John
- 2010 : La Mission de Chien Noël ( The Search for Santa Paws) de Tom Dey (Vidéo) : Voice
- 2014 : Alien Strain de Shane Stanley (Vidéo) : Le psychiatre
- 2019 : The Untold story de Robert Benavides Jr. et Andy Palmer : Adam
- 2019 : Byrd and the Bees de Finola Hughes : Chief Inspector Hollister

#### Courts métrages
- 2011 : Sword de Larry Carroll et Félix Enríquez Alcalá : Robert Teasdale
- 2010 : Old West de Jon Knautz : Franck
- 2010 : The Next Word d' Abbie Bernstein : Tom
- 2008 : Wired de Leon Melas : Marchon
- 2005 : Amateur de Joshua Adler : Man On Television

#### Téléfilms
- 1990 : La Vie secrète de Ian Fleming (The Secret Life of Ian Fleming ) de Ferdinand Fairfax : Ian Fleming
- 1990 : Un train pour Petrograd (Il treno di Lenin) de Damiano Damiani : David
- 1991 : La Montagne de diamants (Mountain of Diamonds   )  de Jeannot Szwarc : Michael Courteney
- 1995 : Bullet to Beijing de George Mihalka : Nick
- 1996 : Midnight in Saint Petersburg de Douglas Jackson : Nikolai Petrov
- 1998 : La Légende de Merlin (Merlin) de David Winning : le jeune Merlin
- 2006 : Lightspeed de Don E. FauntLeRoy : Daniel Leight / Lightspeed
- 2007 : Un Noël Inattendu (An Accidental Christmas) de Fred Olen Ray : Myles

#### Séries télévisées
- 1984 : The First Olympics: Athens 1896 (Mini-série) : Thomas Curtis
- 1985 : Doctor Who « Vengeance on Varos » : Jondar
- 1986 : Robin of Sherwood : Robin / Robert of Huntingdon
- 1987 : Worlds Beyond « Serenade for Dead Lovers » : Bob
- 1987 : Hello Mum
- 1992 : The Other Side of the Paradise de Renny Rye (Mini-Série) : Chris Masters
- 1997 : Le Club des Cinq (The Famous Five) : Jeff Thomas
- 1997 : The Lily Savage Show : Dream Jason Connery
- 1997 : Casualty ( épisode : Hidden Depths ) : James Dunham
- 2000 : Deux Privés à Vegas (The Strip) : Ray Burden
- 2001-2002 : Mary-Kate and Ashley in Action! : Bennington (voix)
- 2002 : Liberty's Kids: Est. 1776 (voix)
- 2001-2003 : Smallville : Dominic Senatori
- 2003 : Gadget and the Gadgetinis : Voice
- 2004 : Marnie et le livre ancestral (Shoebox Zoo): le père (8 épisodes)
- 2005 : Trollz de Karen Hydendahl  (Série TV) : Mr. Trollheimer  (voix)
- 2007 : Une famille du tonnerre (George Lopez) (Série TV) : Mike
- 2011 : Criminal Minds: Suspect Behavior (épisode : The Girl in the Mask) : John Clayford
- 2013 : Hôpital central (General Hospital) : Sebastian Leeds

#### Jeu vidéo
- 2006 : Lord of the Rings: Battle for Middle Earth II - Rise of the Witch King : capitaine Carthedan / Karsh the Whisperer

### En tant que réalisateur
- 2009 :  The Devil's Tomb
- 2011 : 51
- 2012 : Gladiators
- 2016 : Tommy, la légende du golf (Tommy's Honour)

## Voix françaises

### En France
Jason Connery est doublé par Laurent Mantel dans Lightspeed.

## Vie privée
Marié à Mia Sara (17 mars 1996-2002)  divorcé:  Un fils Dashiell Quinn Connery (Juin 1997-)
Remarié à Fiona Ufton (depuis le 11 avril 2021)